# Kardemir Karabükspor Kulübü
O Kardemir Karabükspor Kulübü (mais conhecido como Karabükspor) é um clube profissional multidesportivo turco com sede na cidade de Karabük, capital da província homônima. Fundado em 1969, atua nas modalidades do basquetebol sobre rodas, do voleibol e, principalmente, do futebol. 
Suas cores oficiais são o vermelho, o azul e o branco. Atualmente disputa a Quarta Divisão Turca.
O time manda seus jogos no Dr. Necmettin Şeyhoğlu Stadyumu, com capacidade para 11 378 espectadores.

## Títulos
- Campeão da Terceira Divisão Turca (1): 1971–72
- Campeão da Segunda Divisão Turca (2): 1996–97 e 2009–10
- Campeão das Ligas Regionais Amadoras (1): 1983–84

### Campanhas de Destaque
- 7ª Colocação no Campeonato Turco: 2013–14
- Vice–Campeão da Segunda Divisão Turca (2): 1992–93 e 2015–16
- Vice–Campeão da Terceira Divisão Turca (2): 1973–74 e 2007–08

## Elenco Atual
Atualizado em 27 de março de 2021

### Legenda
- : Capitão
- : Jogador suspenso
- : Jogador lesionado